# فرودگاه سوم مه
فرودگاه سوم مه (به انگلیسی: Tres de Mayo Airport) (به زبان بومی: Aeropuerto Tres de Mayo) یک فرودگاه همگانی با کد یاتا PUU است که یک باند فرود آسفالت دارد و طول باند آن ۱۶۲۵ متر است. این فرودگاه در کشور کلمبیا قرار دارد و در ارتفاع ۲۴۸ متری از سطح دریا واقع شده‌است.